# Ingmar Skoog
Ingmar Gunnar Richard Skoog, född 2 februari 1954 i Göteborg, är en svensk läkare och professor i psykiatri.

## Biografi
Ingmar Skoog blev legitimerad läkare 1985 och disputerade 1993 vid Göteborgs universitet på en avhandling om 85-åringars mentala hälsa.
Skoog är sedan 2001 professor i psykiatri vid Göteborgs universitet och sedan 2013 föreståndare för Centrum för åldrande och hälsa, Agecap, ett tvärvetenskapligt forskningscentrum som arbetar med att öka människors möjlighet till ett gott åldrande. Agecap är en del av Göteborgs universitets satsning på globala utmaningar, UGOT challenges.
Skoogs forskning har huvudsakligen kretsat kring de så kallade H70-studierna, som är multidisciplinära befolkningsundersökningar av äldre i Göteborg. Han har lett den psykiatriska delen sedan 1986 och hela H70 sedan 2007. Hans forskning har huvudsakligen handlat om demens och psykiska sjukdomar bland äldre. Under senare år har forskning om hur åldrandet förändrats blivit uppmärksammat och gett upphov till uttrycket '70 är det nya 50', vilket också är titeln på en bok utgiven av Skoog 2023 på Polaris bokförlag. 
Skoog är sedan 2019 medlem av regeringens äldreforskarråd och var 2017–2020 medlem i Delegationen för Senior Arbetskraft. Han var 2020–2021 expert för Coronakommissionen och 2021–2022 expert i utredningen av ny äldreomsorgslag.
Skoog var med som expert i TV-programmet "4-åringar på äldreboende" i TV4 hösten 2020, var sommarvärd i P1 den 2 augusti 2021 och är ständig expert och sidekick i TV programmet Studio 65 som produceras av UR och sänds i Kunskapskanalen och SVT samt som radioprogram i Sveriges Radio.
Skoogs vetenskapliga publicering har (2023) enligt Google Scholar över 48 000 citeringar och ett h-index på 114.

## Utmärkelser
- 2001 – Zenith Fellow Award av amerikanska Alzhemer's Association för sin forskning om kärlsjukdom och demens.
- 2002 – Danska Strömgren Award för forskning om psykisk ohälsa hos äldre.
- 2006 – Inga Sandeborgs pris av Svenska Läkaresällskapet för forskning om demens.
- 2013 – Senior Award av International College of Geriatric Psychoneuropharmacology.
- 2017 – Alzheimerfondens Stora pris.
- 2020 – Stiftelsen Solstickans pris.
- 2021 – Utsedd till Årets Senior av tidningen Senioren.